# Giuseppe Cavalli
Giuseppe Cavalli (Lucera, 29 novembre 1904 – Senigallia, 25 ottobre 1961) è stato un fotografo italiano.

## Biografia
Fratello gemello di Emanuele Cavalli, pittore, Giuseppe Cavalli nasce a Lucera, in provincia di Foggia, in una famiglia della nobiltà terriera sensibile all'arte, in cui si distingue per abilità pittoriche il fratello maggiore Pasquale. Frequenta gli studi liceali a Roma, presso il Collegio dei Gesuiti di Mondragone. Si laurea in Giurisprudenza alla Sapienza nel 1929, tuttavia, ben presto capisce che i suoi interessi vanno in tutt'altre direzioni, iniziando a guardare al mondo dell'arte con sempre maggior interesse.
Le sue prime prove fotografiche risalgono alla seconda metà degli anni Trenta.
Dal 1939 si trasferisce nel paese di Senigallia, in provincia di Ancona, dove abiterà fino alla sua morte.
Cavalli è un uomo di intensa attività intellettuale, coltiva gli studi per i classici greci e latini, ama la letteratura dell'Ottocento straniera (americana, inglese, francese, russa), oltre allo Zibaldone di Leopardi e i Pensieri sulla religione di Pascal; tra i numerosi interessi, è affascinato dal cinema e suona il pianoforte. Da spirito libero e antifascista qual è, rifiuta collaborazioni offerte dal regime. Accetta, invece, a Firenze, in occasione dei lavori di ripulitura del Battistero, l'incarico della riproduzione fotografica della Porta del Paradiso affidatogli dal Direttore Generale delle Antichità e delle Belle Arti Ranuccio Bianchi Bandinelli.  
Nel 1942 pubblica, insieme ad amici fotografi, dei quali condivide il pensiero e lo stile, il libro "Otto fotografi italiani d'oggi".
Questa pubblicazione diviene il manifesto programmatico di un gruppo di fotografi che 
si oppone sia allo pseudoromanticismo pittorico, sia alle retoriche della fotografia fascista, per esprimere piuttosto un concetto di fotografia "pura", semplice nella forma, essenziale, rigorosa, dal "tono alto" (quello che gli americani chiamavano "high-key"). Nell'aprile del 1947 nasce ufficialmente a Milano il gruppo fotografico La Bussola. Il manifesto del gruppo viene scritto da Cavalli stesso.
Cavalli continua nella sua attività promozionale per una "fotografia artistica" 
improntata alle sue idee (high-key: luminosità, essenzialità della composizione) 
e nel 1954 fonda e dirige un altro gruppo, l'Associazione Fotografica Misa, a cui aderiscono giovani fotografi di talento come Mario Giacomelli, Ferruccio Ferroni, Piergiorgio Branzi, Vincenzo Balocchi e Alfredo Camisa.